# Little Caesar (film)
Little Caesar (1931) este un film Warner Bros. dinaintea impunerii Codului Hays. Filmul spune povestea unui golan care accede în cadrul criminalității organizate până când ajunge în eșaloanele sale superioare. Este regizat de Mervyn LeRoy, cu Edward G. Robinson și Douglas Fairbanks, Jr. în rolurile principale. Scenariul este realizat de Francis Edward Faragoh, Robert N. Lee, Robert Lord și Darryl F. Zanuck (nemenționat) pe baza romanului omonim scris de William R. Burnett. Micul Cezar a fost rolul care a dus la descoperirea lui Robinson și care l-a făcut o vedetă a cinematografiei.

## Prezentare
Doi gangsteri, Caesar Enrico Bandello și prietenul său, Joe Massara, se duc la Chicago pentru a se îmbogăți. Joe este mai interesat de faimă și femei și va lucra cu dansatoarea la club,  Arnie Lorch, unde se îndrăgostește de colega sa, Olga. Micul Caesar, deja o fire mai violentă, se alătură bandei mafiote a lui Sam Vettori și ajunge rapid la comanda acesteia transformând-o într-o organizație criminală.
Enrico îl forțează pe Joe să-l ajute să jefuiască clubul lui Lorch și în această operațiune Enrico ucide o persoană importantă din domeniul luptei cu criminalitatea. Din această cauză ajunge să fie urmărit de neobositul sergent de poliție Flaherty, care are nevoie doar de o dovadă pentru a-l aresta pe Enrico. Enrico se teme că Joe, care vrea să-l abandoneze și să se dedice carierei sale artistice, va depune mărturie împotriva sa, că-i va spune lui Flaherti că ucigașul este Enrico. De aceea intenționează să-i închidă gura lui Joe definitiv.

## Distribuție

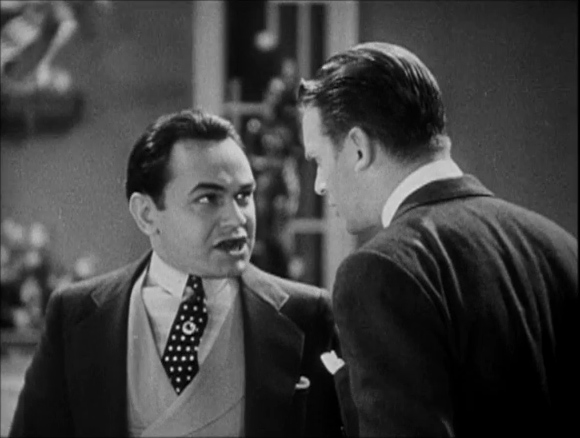
Edward G. Robinson

- Edward G. Robinson este Caesar Enrico Bandello
- Douglas Fairbanks Jr. este Joe Massara
- Glenda Farrell este Olga Strassoff
- William Collier Jr. este Tony Passa
- Sidney Blackmer este "Big Boy"
- Ralph Ince este Pete Montana
- Thomas E. Jackson este sergentul Flaherty
- Stanley Fields este Sam Vettori
- Maurice Black este Little Arnie Lorch
- George E. Stone este Otero
- Armand Kaliz este DeVoss
- Nicholas Bela este Ritz Colonna

## Primire
- Filmul a fost nominalizat la Premiul Oscar pentru cel mai bun scenariu adaptat.
- În anul 2000, Micul Caesar a fost ales pentru conservare de către Biblioteca Congresului SUA, numindu-l un film „important din punct de vedere istoric, cultural sau estetic.”.
- În iunie 2008, Institutul American de Film a ales filmul ca al nouălea dintre primele cele mai bune zece filme cu gangsteri ale cinematografiei americane.[3]